# Jesuítas
Jesuítas is een gemeente in de Braziliaanse deelstaat Paraná. De gemeente telt 8.849 inwoners (schatting 2009).

## Aangrenzende gemeenten
De gemeente grenst aan Assis Chateaubriand, Formosa do Oeste, Iracema do Oeste en Nova Aurora.